# Scanzorosciate
Scanzorosciate (lombardul: Scanzorosciate) település Olaszországban, Lombardia régióban, Bergamo megyében. Lakosainak száma 9944 fő (2023. január 1.). Scanzorosciate Cenate Sotto, Pedrengo, Pradalunga, Ranica, Villa di Serio, Cenate Sopra, Nembro, San Paolo d’Argon, Gorle és Torre de’ Roveri községekkel határos.

## Népesség
A település lakossága az elmúlt években az alábbi módon változott:
| Lakosok száma | 10 039 | 10 076 | 9944 |
|               | 2017   | 2018   | 2023 |